# Hai Miên
Hai Miên (1862-1899) là thông ngôn, ông Phán, tri huyện hàm thời Pháp thuộc tại miền Nam Việt Nam. Ông nổi tiếng là một người ăn chơi nhưng hay giúp đỡ người thất cơ, lỡ vận. Ông được người dân tin yêu, kính mến nên dân Chợ Cầu Muối, Sài Gòn đã lập đình để thờ ông. Các bài vè, thơ nói về ông được nhiều người biết đến và lưu truyền lại.

## Cuộc đời
Hai Miên tên thật là Huỳnh Công Miên, ông sinh năm 1862 tại tỉnh Gò Công (nay thuộc vùng Gò Công Đông, Tiền Giang). Ông là con của Huỳnh Công Tấn một lãnh binh tay sai đắc lực của thực dân Pháp chuyên đàn áp người dân. Vì là gia đình có thế lực và giàu có nên năm 17 tuổi, Hai Miên được cha đưa sang Pháp học trường La Seyne gần Toulouse. Ông học ở đó 4 năm nhưng không đạt được bất cứ bằng cấp gì, may thay cũng do thời gian đi học mà ông Hai Miên nói được rất trôi chảy tiếng Pháp. Vì vậy khi về lại Việt Nam, ông được chọn làm thông ngôn, sau đó thăng dần lên các chức phán và Tri huyện. Quan Tri huyện Hai Miên làm việc cho Pháp dưới trướng Tổng đốc Trần Bá Lộc. Thời đó, mọi người đều nghĩ Huỳnh Công Miên sẽ giống tính cách của cha ông, chuyên đàn áp những người Việt chống đối sự cai trị của thực dân. Thế nhưng với trường hợp của Lãnh Binh Huỳnh Công Tấn và Cậu Hai Huỳnh Công Miên được người đời cho là trường hợp khác thường "cây đắng sanh trái ngọt" khi ông hoàn toàn không giống bản tính của cha mình.
Khi Tổng đốc Bá Lộc đem quân ra Khánh Hòa để dẹp cuộc khởi nghĩa của Mai Xuân Thưởng, Hai Miên cũng được cho theo. Thế nhưng khi chứng kiến tổng đốc bắt mẹ Mai Xuân Thưởng để buộc người này ra hàng và sự đàn áp của quân lính với dân thường, Hai Miên đã xin từ chức. Ông chọn cho mình một cuộc sống giang hồ, ngồi ghe để chu du khắp Nam Kỳ lục tỉnh. Giàu có và quyền lực do thừa hưởng gia tài đồ sộ của cha để lại, Hai Miên càng có đủ điều kiện để phá phách. Ông coi tiền như rác, mỗi ngày đều đi đá gà, rượu chè, bài bạc... Công tử Hai Miên được giới giang hồ thời đó gọi là "miễn tử lưu linh" do ông được miễn sưu thuế, có thể đi khắp nơi mà không sợ bị "hỏi giấy". Ông nổi danh khắp nơi, từ dân đến quan đều tỏ ra e ngại thiếu gia chịu chơi này.

## Các giai thoại
Tương truyền, danh Cậu Hai Miên là một công tử ăn chơi khét tiếng Nam Kỳ Lục tỉnh với lối sống theo kiểu giang hồ hảo hán, hoang đàng. Nhưng lại làm những việc nghĩa hiệp "giữa đàng thấy chuyện bất bằng chẳng tha". Hai Miên đã từng tống tiền quan tham biện tỉnh Mỹ Tho Do nể uy quyền của quan lớn Tấn, cha của Hai Miên, nên ông quan Tây đành bảo "Hết tiền, cậu cứ xuống kho lấy xài". Cậu Hai Miên từng đánh cặp rằn Tây do ức hiếp dân phu đào ao tại Trường Đua ở Gò Công, ông coi thường quan Tây, trừng trị quan người Việt như hương quản, do cầm roi cá đuối đánh đập dân làng..
Tại Bạc Liêu có gia đình ông chủ Thời rất thế lực và nổi tiếng hách dịch. Ông Thời có cô con gái tên là Hai Sáng. Dân chúng trong vùng sợ cha con họ đến nỗi không dám nói đến chữ Sáng như "buổi sáng", "sáng mai", mà phải nói lại "buổi sớm"; "sớm mơi". Một lần đoàn ghe của cậu Hai Miên ngao du tới đây. Nghe kể về ông chủ Thời và cô Hai Sáng, Hai Miên rất tức giận. Ông đã cho ghe ghé lại, ra lệnh bắt trói cô Hai Sáng và kéo lên cột buồm. Ông chủ Thời thấy vậy vội vã xuống năn nỉ, thương lượng với Cậu Hai Miên xin chuộc cô Hai Sáng bằng một bao lớn tiền giấy bạc. Ông Hai Miên bằng lòng, mở trói cho cô Hai Sáng, rồi cùng gia nhân ôm bao giấy bạc xuống ghe, chèo đi. Từ đó, ông chủ Thời và con gái đã bớt hống hách với dân làng. Nhưng riêng Bà Hai Sáng thì vẫn còn căm lắm, bà nghĩ cách để trả thù cho bằng được ông Hai Miên để rửa hận.

## Qua đời
Ngày mùng 6 tháng 12 năm Kỷ Hợi, 1899, sau khi đi ngao du nhiều nơi, ông Hai Miên về nhà ở vùng Cầu Kho. ông bị cô Hai Sáng bày mưu trả thù. Cô Hai Sáng lúc đó đã thuê hơn 40 tay giang hồ "đâm thuê chém mướn" cầm dao xắt chuối bao vây Cậu Hai Miên. Mặc dù giỏi võ, nhưng ông Hai đã không đương cự lại nổi số quá đông nên qua đời, hưởng dương 38 tuổi. Trước năm 1975, mộ của Cậu Hai Miên nằm trong vuông đất ở đường Phát Diệm, Sài Gòn. Mộ được xây bằng đá xanh, có dựng bia, nhưng vì lâu ngày đã bị rêu phong cỏ mọc, đọc không rõ .

## Gia đình
Cha của Hai Miên, Huỳnh Công Miên là Lãnh Binh Tấn tức Huỳnh Công Tấn, là một cộng sự đắc lực của thực dân Pháp trong việc đàn áp các cuộc khởi nghĩa của nông dân vào những năm gần cuối thế kỷ 19 tại Nam Kỳ, Việt Nam. ông này là người thôn An Long (Yên luông nhị thôn), huyện Tân Hòa (Gò Công), trước thuộc tỉnh Định Tường, nay thuộc tỉnh Tiền Giang. Năm 1874, Sau khi Huỳnh Tấn mất, Chủ tỉnh Pháp là E. Puech (1873 - 1874) cho xây dựng "đài ghi công" ông tại tỉnh Gò Công (nay là thị xã Gò Công). Trên đó có khắc dòng chữ: "À la mémoire du Lanh binh Huynh Cong Tan, chevalier de la Légion d'honneur, tidèle serviteur de France". Nghĩa là: "Kỷ niệm Huỳnh Công Tấn, Bắc Đẩu Bội tinh, công bộc trung thành của nước Pháp". Năm 1945, đài này bị người dân đập phá hoàn toàn.
Cha mẹ của Hai Miên có năm người con: Hai Miên là con trai thứ hai, con trai út là Huỳnh Công Viễn, ông bà có ba người con gái giữa, trong đó hai người con gái là nữ tu của đạo Công giáo và một người chết khi còn nhỏ.
Vợ của ông Hai Miên là bà Lê Thị Túy. Bà Tuý là em gái quan cai tổng Lê Quang Chiểu (người Phong Điền, Cần Thơ), một tiểu thư khuê các, văn hay chữ tốt, nhà ở vùng Tân Hòa, nay là khu vực phường Cầu Kho và phường Nguyễn Cư Trinh (quận 1, Thành phố Hồ Chí Minh).

## Tri ân
Để ghi nhận những đóng góp và tri ân ông Hai Miên, người dân Sài Gòn xưa đã xây dựng nên Đình Nhơn Hòa để thờ ông, đình rộng hơn 1.500 m2, còn có tên gọi là Đình Cậu Hai Miên hay Đình Cầu Muối. Ngôi đình này đã được công nhận là "Di sản kiến trúc dân tộc cổ truyền", hiện toạ lạc tại số 27 Cô Giang, thuộc phường Cầu Ông Lãnh, quận 1, Thành phố Hồ Chí Minh
Trong dân gian cũng lưu truyền bài vè ca ngợi khi phách của cậu Hai Miên. Bài "Vè cậu Hai Miên" cùng với vè Sáu Trọng và vè Thông Chánh đã bị thực dân Pháp thời đó cấm. Trong bài vè, cậu Hai Miên được nhắc với danh xưng ngộ nghĩnh là "lưu linh miễn tử" .

## Sách tham khảo
- Vương Hồng Sển, Sài Gòn năm xưa. Nhà xuất bản TP. HCM, 1991.
- Huỳnh Minh, Gò Công xưa. Nhà xuất bản Thanh Niên, 2001.
- Sơn Nam, Lịch sử khẩn hoang miền Nam, Nhà xuất bản Văn nghệ TP. HCM, 1994.